# Przecław Smolik

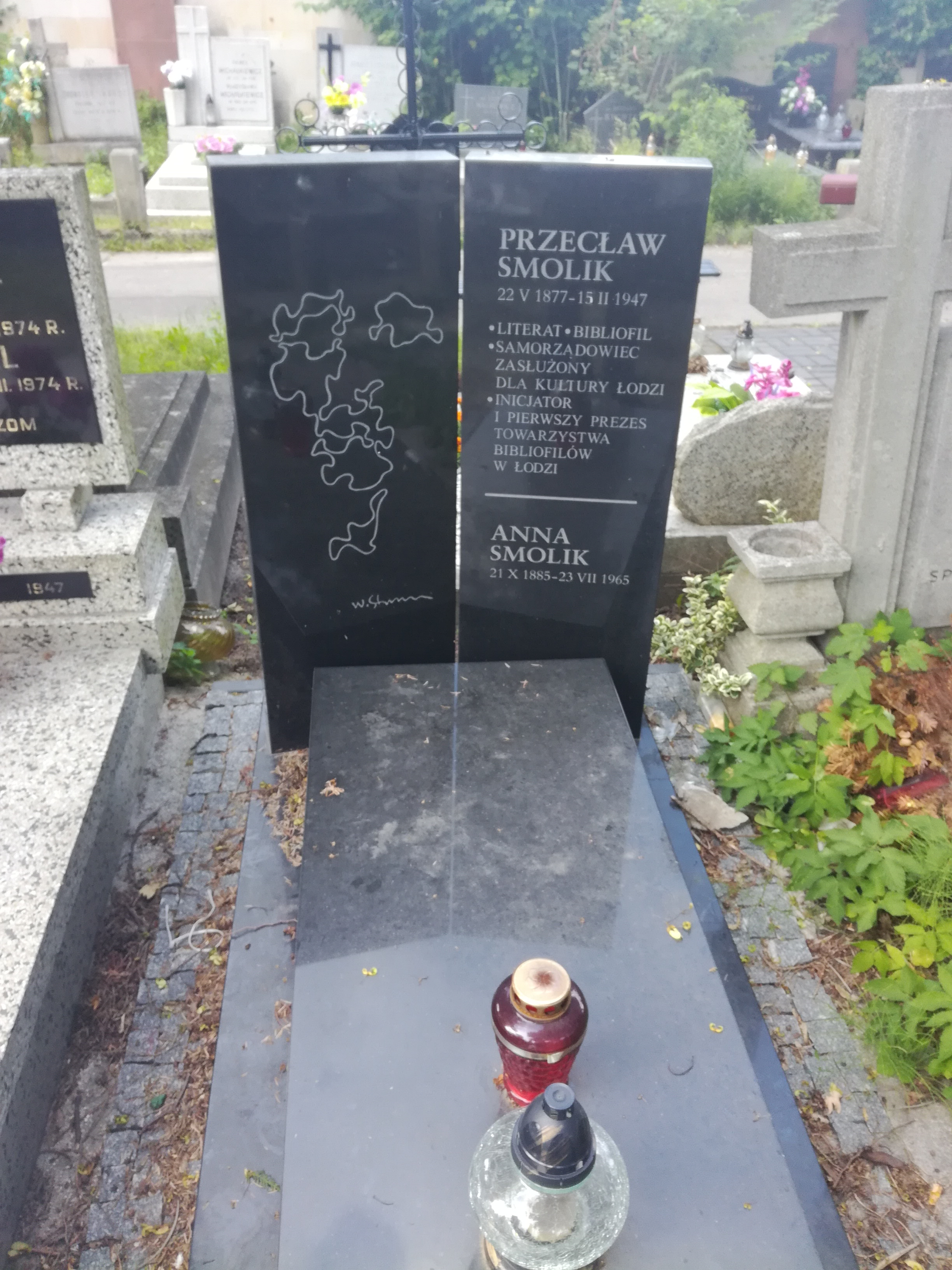
Grób Przecława Smolika na Starym Cmentarzu w Łodzi

Przecław Smolik, pseud. Czesław Wrocki, Imć Pan Niby-Rej., Przemyski, Czesław. (ur. 22 maja 1877 w Bochni, zm. 15 lutego 1947 w Łodzi) – lekarz, etnograf, literat, kolekcjoner sztuki azjatyckiej i ekslibrisów, wybitny bibliofil i znawca sztuki książki. Politycznie związany z Polską Partią Socjalistyczną.

## Życiorys

### Lata w Krakowie i I wojna światowa
Absolwent medycyny (psychiatria) na Uniwersytecie Jagiellońskim w Krakowie (1901). Mieszkał w Krakowie (1895–1926), Łodzi (1926–1935 i 1945–1947) i Warszawie (1935–1945). Zmobilizowany w 1914 do armii austro-węgierskiej już na początku wojny dostał się do niewoli rosyjskiej. Otrzymał status internowanego, pracował jako lekarz w obozie jenieckim w Berezówce (?), później jako ordynator szpitala rosyjskiego Czerwonego Krzyża w Wierchnieudińsku (od 1934 Ułan-Ude). W 1919 był lekarzem 2 pułku strzelców 5 Dywizji WP we wschodniej Syberii i z niedobitkami rozbitej armii wrócił do kraju drogą morską przez Daleki Wschód w 1920. W 1922 przeszedł do rezerwy w stopniu kapitana. W zawodzie pracował do 1920. Po powrocie do Krakowa był redaktorem „Poradnika graficznego”, jednym z założycieli Towarzystwa Miłośników Książki w Krakowie i nauczycielem.

### Lata w Łodzi
W latach 1926–1928 pracował jako nauczyciel języka polskiego w Męskim Gimnazjum Społecznym w Łodzi. W 1928 został mianowany na stanowisko ławnika Wydziału Oświaty i Kultury Magistratu miasta Łódź i następnie działał jako przewodniczący Wydziału Oświaty i Kultury (do emerytury w 1933). Przygotował projekt reform łódzkiego muzealnictwa, które miały na celu stworzenie bardziej profesjonalnych i wyspecjalizowanych placówek kulturalnych. Początkowo plany urzędnika nie przewidywały muzeum sztuki. Sytuację zmieniła oferta zaprzyjaźnionego ze Smolikiem nestora starego krakowskiego rodu, Kazimierza Bartoszewicza. Ponad osiemdziesięcioletni Bartoszewicz postanowił przekazać Łodzi około stu obrazów, rysunków i grafik. Interdyscyplinarne Muzeum Miejskie zlikwidowano w 1930 roku. Na jego miejsce powołano trzy placówki: Muzeum Etnograficzne, Muzeum Przyrodnicze oraz mające siedzibę na pierwszym piętrze dawnego ratusza Muzeum Historii i Sztuki im. Juliana i Kazimierza Bartoszewiczów – Przecław Smolik jest uważany za ich założyciela. Był współzałożycielem Towarzystwa Bibliofilów w Łodzi (1927), a w latach 1927–1935 jego prezesem.
W 1933 r. przeniósł się do Warszawy, podczas powstania warszawskiego powrócił do zawodu lekarza.
Po wojnie wrócił do Łodzi i tutaj zmarł w 1947. Jest pochowany w Łodzi na Starym Cmentarzu przy ul. Ogrodowej. Od 2017 na grobie jest nowy nagrobek, zaprojektowany przez Włodzimierza Rudnickiego – powstał dzięki staraniom Łódzkiego Towarzystwa Przyjaciół Książki, które od 2009 r. opiekuje się grobem Przecława Smolika.
Od 1976 w Łodzi, na osiedlu Liściasta, jest ulica Przecława Smolika.
Dorobek literacki Przecława Smolika obejmuje tom poezji modernistycznej Po drodze (1909), zawierający też przekłady Giordana Bruna i poetów niemieckich 2 poł. XIX w., Figle y fraszki, satyry (pod pseud. Imć Pana Niby-Reja 1911), oraz relacje podróżnicze (Przez lądy i oceany 1922, Nad Ałtajem 1923, Wśród wyznawców Burchan-Buddy 1925). Ogłosił kilkanaście prac z zakresu studiów nad grafiką i historią książki, m.in. Książka Stanisława Wyspiańskiego (1922), O książce pięknej (1926), Zdobnictwo książki w twórczości Wyspiańskiego (1926). Przełożył Wesołe bractwo Tłustej Gęby (1911) i Dyla Sowizdrzała (1914) Ch. de Costera.

## Publikacje
- W Imię Krzyża! Krótki rys dziejów inkwizycyi powszechnej, Warszawa: Księgarnia G. Centnerszwera, 1908, pod pseud. Czesław Wrocki
- Po drodze: poezye: przekłady: wyjątki z poezyi Giordana Bruna; z poezyi młodych Niemiec, Kraków: G. Gebethner i Sp. ; Warszawa: Gebethner i Wolff, (Kraków : Druk. W. L. Anczyca i Sp.), 1909
- Figle y fraszki. Satyry przez imci pana Niby-Reja (Czesława Wrockiego), Kraków, Czcionkami Drukarni Narodowej w Krakowie, 1911
- Dyl Sowizdrzał. Powieść historyczna Karol de Coster; tłum. Czesław Wrocki, Kraków: odbito czcionkami Drukarni Ludowej; nakł. Józefa Poboga, 1914
- Przez lądy i oceany. Przygody jeńca w Azji w czasie Wielkiej Wojny. Sześć lat na Dalekim Wschodzie, Warszawa – Kraków: J. Czernecki, 1922
- Wesołe Bractwo Tłustej Gęby. Legendy flamandzkie Charles de Coster, Kraków: Wydawnictwo „Książka Piękna”, 1925, przekład i przedmowa P. Smolik
- Pod Ałtajem. Szkice z Azji, Kraków: skład główny Gebethner i Wolff, 1923
- Wśród wyznawców Burchan-Buddhy. Szkice z życa, opowieści i legendy Monoło-Burjatów: z piędćdziesięciu ilustracjami Kraków: Księgarnia Geograficzna „Orbis”, 1925
- Druk i książka, Kraków: nakład i druk M. Muzeum Przemysł. im. A. Baranieckiego, 1922
- O współczesnej książce polskiej, Kraków: [s.n.], (Kraków: Drukarnia Narodowa), 1924
- Grafika książkowa i exlibrisy Wilhelma Wyrwińskiego, Kraków: Towarzystwo Miłośników Książki, 1925
- Antoni Sozański, bibljograf i bibljofil polski z drugiej połowy XIX wieku, Kraków: Druk. Ludowa, 1926
- Oprawy zakładu introligatorskiego Roberta Jahody z lat 1925–1926, Kraków: Robert Jahoda, 1926 (dwa artykuły Karola Homolacsa i Przecława Smolika)
- O książce pięknej, Warszawa: M. Arcta, 1926
- Książka i drukarz. Nieco uwag o brakach i potrzebach drukarstwa polskiego, Warszawa: [s.n.], (Warszawa: Druk. „Rola”), 1926
- Włodzimierz Konieczny. Człowiek i artysta, Kraków: Druk. Narod. w Krakowie, 1927
- Ekslibrysy Karola Hillera: czternaście tablic, Łódź: Nakł. Towarzystwa Bibljofilów w Łodzi, 1927 (ze wstępem Przecława Smolika)
- Zdobnictwo książki w twórczości Wyspiańskiego, w Łodzi, Nakł. Tow. Bibljofilów, 1928
- Dziesięć lat oświatowej i kulturalnej działalności samorządu m. Łodzi, Łódź, 1929
- Jana Bukowskiego prace graficzne, Łódź: Nakł. Towarzystwa Bibliofilów, 1930
- Królewska księga w Łodzi, Łódź: [s.n.], Łódź: Drukarnia Polska, 1930
- Wystawa współczesnej książki i grafiki polskiej w Łodzi, Kraków: Towarzystwo Miłośników Książki, (Kraków: W.L. Anczyc), 1931
- Henryk Kunzek jako grafik : 1873–1928, Kraków: Towarzystwo Miłośników Książki, (Kraków: Drukarnia W.L. Anczyca i Spółki), 1931
- Książka Stanisława Wyspiańskiego, Kraków: Drukarnia Muzeum Przemysłowego im. dra Adrjana Baranieckiego, 1932
- Jana Piotra Norblina prace rytownicze, Łódź: nakł. Tow. Bibljofilów, 1934 (opracował i chronologiczno-opisowym wykazem prac opatrzył P. Smolik)
- O sztuce nowoczesnej/Jan Brzękowski [et al.], Łódź: Wyd. Tow. Bibljofilów, (Łódź: „Drukarnia Polska” Ludomira Mazurkiewicza i S-ki), 1934, tym: P. Smolik, Sztuka a rzeczywistość
- Ilustracja w dawnej książce polskiej do końca wieku XVIII, Warszawa: Związek Polskich Artystów Grafików, 1938. Wyciąg z Grafika, zesz. 1, grudzień 1938.
- Osobliwe przygody Dyla Sowizdrzała Charles de Coster z przedm. Romain Rollanda, Łódź: Spółdzielnia Wydawnicza Książka, 1946. Spolszczył P. Smolik